# Guerrino Tosello
Guerrino Tosello (Candiana, Pàdua, 14 d'octubre de 1943) va ser un ciclista italià, que fou professional entre 1966 i 1974. En el seu palmarès destaquen dues victòries d'etapa al Giro d'Itàlia.

## Palmarès
- 1966
  - Vencedor de 2 etapes a la Volta a Àustria
- 1968
  - Vencedor d'una etapa al Giro d'Itàlia
- 1970
  - Vencedor d'una etapa a la Tirrena-Adriàtica
- 1971
  - Vencedor d'una etapa al Giro d'Itàlia

### Resultats al Giro d'Itàlia
- 1968. Abandona. Vencedor d'una etapa
- 1969. 29è de la classificació general
- 1970. 50è de la classificació general
- 1971. 35è de la classificació general. Vencedor d'una etapa
- 1972. 60è de la classificació general

### Resultats al Tour de França
- 1967: Abandona (11a etapa)
- 1969: Abandona (10a etapa)
- 1970. 39è de la classificació general